# Felanitxer (parlar)
El felanitxer és un parlar del català que és part del subdialecte mallorquí, del dialecte balear i del bloc oriental del català. Es parla a la vila de Felanitx així com a les diverses localitats que conformen el municipi: Cas Concos des Cavaller, es Carritxó, s'Horta i Portocolom. Com totes les variants dialectals, hi ha tot un seguit de trets lèxics, morfològics i fonètico-fonològics que el caracteritzen, però, principalment, el felanitxer es caracteritza de la resta de parlars mallorquins pel sistema vocàlic, el qual és compartit per altres viles de Mallorca com Maria de la Salut o Sant Joan, on probablement va ser exportat de Felanitx en el moment que s'establiren aquestes viles.

## El vocalisme

### El vocalisme tònic

Sistema vocàlic del felanitxer

El vocalisme del felanitxer parteix del sistema vocàlic del mallorquí general, que en època històrica era compartit per les quatre illes i per tot el català oriental continental: tres vocals posteriors (/u/, /o/ i /ɔ/), tres vocals anteriors (/i/, /e/ i /ɛ/) i dues vocals centrals (/a/ i la neutra /ə/). A Felanitx, aquest sistema s'ha modificat i s'ha suprimit un element, de manera que la /ɔ/ ha esdevengut més oberta i un poc més centrada, la /a/ ha esdevengut més tancada i un poc més anterior, i la /ɛ/ ha esdevengut més tancada fins al punt de convergir amb /e/. És així que, a Felanitx, hom no fa cap diferència entre la e oberta i la e tancada, i es diu igual Déu i deu (el nombre 10): ['dew].
En canvi, quan va seguida de /l/ implosiva, /a/ té una realització molt posterior que s'acosta més aviat a /ɔ/: ['ɔltɾə] 'altre', ['dɔlt] 'dalt'.
En termes diacrònics, es fa difícil de dir quin dels tres moviments fou primer: si fou l'obertura extrema de la /ɔ/ que provocà una reacció en cadena de la /a/ i la /ɛ/ o si fou la /a/ que es tancà, fet que provocà que la /ɛ/ també es tancàs i convergís amb /e/, i aleshores /ɔ/ s'obrís per ocupar el buit causat pel tancament de /a/. En general, a la resta de l'illa hom observa que /ɔ/ és més aviat oberta i /a/ més aviat anterior, però, en canvi, /ɛ/ es mostra ben oberta, al contrari que a Felanitx.
D'aquesta manera, a Felanitx hom pronuncia ['pɒɾtə] 'porta', [sɒl] 'sol', de manera que qualcú que no estàs familiaritzat amb aquest parlar podria percebre 'parta', 'sal'. De la mateixa manera, hom pronuncia ['pæstə] 'pasta', [po'zæ] 'posar', i així com ['terə] 'terra', [cə'fe] 'cafè'.

### El vocalisme àton
El vocalisme del felanitxer és el mateix que el del mallorquí general: /a/ i /e/ (recordem que, en felanitxer, no existeix /ɛ/) esdevenen [ə] en posició àtona, però /ɔ/ i /o/ no esdevenen [u], per norma general.
Al contrari, sí que es produeix el tancament de /o/ i /ɔ/ en [u] quan a la síl·laba següent hi ha /i/ o /u/: [kumfi'tuɾə] 'confitura', [kus'tum] 'costum'. Aquest fenomen també es produeix a tot el català oriental, però no a la ciutat de Mallorca ni a la veïna Manacor ni a les viles del nord de Mallorca.
A Felanitx no es realitza l'elisió de /ə/ en els finals àtons en /iə/: memòria, gàbia, gràcies, i no memori, gabi, gracis, com és corrent a la resta de l'illa.

## Altres trets lingüístics
A Felanitx, com a altres poblacions de l'illa com Palma, Pollença o les veïnes Santanyí i Manacor, les consonants /k/ i /g/ tenen una articulació força més avançada quan van seguides d'una vocal no posterior, és a dir de [i], [e], [ə] i [a] (cal recordar que a Felanitx la /ɛ/ ha convergit amb /e/), també quan prenen el seu equivalent aproximant. Així doncs, casa es pronuncia ['cazə] i gat, ['ɟat].
També destaca qualque pronúncia local, com ara fermatge 'formatge', i qualque mot local, el més conegut dels quals és estiregassó 'pèsol'.

## Relació amb altres parlars
A més de la vila de Felanitx, les viles de Maria de la Salut i Sant Joan també es caracteritzen per la confusió de /e/ i /ɛ/, de manera que Déu i deu (el nombre 10) es pronuncien igual: ['dew]. Malgrat el fet que les tres viles no siguin limítrofs, podria ser que es tractàs d'un sol fenomen, en el cas que l'establiment i colonització de Maria i de Sant Joan es dugués a terme, en part, per població d'origen felanitxer. Aquesta hipòtesi situaria l'aparició del fenomen en un punt tan reculat en el temps com el segle xvi.